# 羅拔·尊·獲加 (澳洲足球員)
羅拔·尊·獲加（英語：Robert John Walker，1900年1月14日—1971年5月19日）是一名澳式足球運動員，曾代表菲茨羅伊足球隊在維多利亞澳式足球聯盟踢球。

## 外部連結
- 羅拔·尊·獲加運動員統計數據於AFL Table
- 羅拔·尊·獲加在AustralianFootball.com